# L'ofrena
L'ofrena és un guaix sobre paper cartró amb emprimació blanca realitzat per Pablo Picasso el 1903 a París i que actualment forma part de la col·lecció permanent del Museu Picasso de Barcelona. Es mostra a la Sala 10 de la col·lecció permanent del museu. Està signat Picasso (posteriorment) a l'angle inferior esquerre. Forma part d'un donatiu de Lord Amulree el 1985.

## Descripció
A la primavera del 1907, Picasso elabora una sèrie d'estudis sobre l'obra L'ofrena. El conjunt, probablement un projecte per a una obra major, està relacionat amb l'obra Les Demoiselles d'Avignon.
En aquest guaix, l'artista retroba el tema de la dona nua contemplada per l'home -en aquesta ocasió per dos-, que ja havia tractat el 1904 i que ara es convertirà en un motiu habitual de la seva obra. El tema de la dona nua ajaguda observada per l'home, present a L'ofrena, ens acosta a Cézanne en la seva nova Olímpia i La tarda a Nàpols. El detall de la draperia que sosté l'home de la dreta i que penja fins a arrossegar-se per terra evoca les banyistes del
cèlebre pintor francès.
La dona que ens ofereix Picasso s'allunya del model de representació tradicional perquè té una posició simultània ajaguda i dreta, postura de contradicció intencionada que ens introdueix al cubisme. La dona alça el braç i el recolza al cap fent un arc tancat sobre la cabellera. Aquesta posició es repeteix en les figures femenines de l'artista en aquesta època.
En el dibuix, com en altres obres, s'esforça a crear l'espai mitjançant les relacions de situació dels personatges. Enfosqueix les figures de primer pla, els homes, per tal d'aclarir la dona del fons. Utilitza una tècnica contrària a la que solia emprar-se per a la creació de la distància en la perspectiva clàssica. La paleta es resol amb una rica gamma d'ocres i el blau de Prússia, amb el negre que modela les figures amb traç gruixut.

## Donació
Lord Amulree (1900-1983), metge i destacat polític del partit Liberal a la Cambra dels Lords entre 1955 i 1977, al seu testament va llegar L'ofrena al Museu Picasso de Barcelona. Altres museus del món van rebre així mateix el seu llegat: segons va publicar l'1 de maig de 1984 The Daily Telegraph, va donar una obra de Matisse a la Tate Gallery, un Monet a la National Gallery d'Escòcia i un Braque a l'Museu d'Israel de Jerusalem.